# Baghlan-e Jadid (distrikt)
Baghlan-e Jadid är ett distrikt i Afghanistan. Det ligger i provinsen Baghlan, i den nordöstra delen av landet, 210 kilometer norr om huvudstaden Kabul. Administrativ huvudort är Baghlan-e Jadid.
Distriktet beräknades år 2022 ha cirka 206 000 invånare.